# Diamonds Made from Rain
Diamonds Made From Rain ist ein Rocksong, der von Nikka Costa, Justin Stanley und Doyle Bramhall II für das 2010 veröffentlichte Eric-Clapton-Album Clapton geschrieben wurde. Erschienen ist der Titel ebenfalls auf CD Single sowie als Download.

## Aufnahme und Musik
Produziert wurde die Aufnahme von Eric Clapton selbst, gemeinsam mit Doyle Bramhall. Als Lead-Sänger wirken Eric Clapton und Sheryl Crow auf der Aufnahme. Am Schlagzeug sind Jim Keltner und Jeremy Stacey vertreten. Auch Bramhall II ist als Sänger und Gitarrist, wie Clapton aktiv und wird von Willie Weeks am Bass sowie Walt Richmond am Piano und Sereca Henderson an der Hammond-Orgel begleitet. Zu den Bläsern gehören Printz Board (Trompete) und Tim Izo Orindgreff (Saxophon). Das London Session Orchestra begleitet den Song mit Streichern. Background Vocals singen Nikka Costa, Debra Parsons und Lynn Marby.
Das Stück steht in der Originaltonart a-Moll.